# Национален фолклорен събор „Рожен“
Националният фолклорен събор „Рожен“ е събор на народното творчество, провеждан на поляните на прохода Рожен в Родопите.
Съборът представя „народната музика, обичаи, обредност, словесен фолклор, танци, облекла и носии – цялостната традиционна народна култура“, съчетано с „изложение на традиционния български поминък“.

## История
Първите сведения за събори на Рожен датират още от 80-те години на XIX век. Предшественик на съвременния фестивал е местен събор, проведен за пръв път на 27 юли 1898 година, деня на свети Панталеймон, по инициатива на отец Ангел Инджов-Комитата (български духовник и революционер, деец на Вътрешната македоно-одринска революционна организация) като събор на жители и изселници от село Соколовци, останало под османска власт след Освобождението.
Въз основа на тази традиция през август 1961 г. се провежда родопски събор-надпяване в рамките на 3 дни, който е един от първите от създаваните по това време регионални събори на народното творчество. Негови организатори са Министерството на просветата и културата, Управлението за радиоинформация и телевизия и Смолянският окръжен народен съвет. В първия събор участват 500 изпълнители, той е посетен от 80 хиляди души и са направени звукозаписи на хиляда автентични народни песни от Средните Родопи. По време на събора за пръв път получават по-широка известност изпълнители като оркестъра „100 каба гайди“ на Апостол Кисьов, Георги Чилингиров, Валя Балканска, Бойка Присадова, Христина Лютова, Надежда Хвойнева.
Съборът се превръща в редовно събитие, като през 1972 година участниците са 3500, а публиката достига 150 хиляди души. През 1993 година съборът става национален, като започват да участват и изпълнители от други региони на страната. Най-масов е съборът през 2000 година, когато по инициатива на президента Петър Стоянов той е превърнат в „общобългарска среща“ посветена на българските емигранти. В него участват над 4 хиляди изпълнители, включително професионални певци и чуждестранни групи за българска народна музика.
След деветгодишно прекъсване традицията на събора се възобновява през 2015 г.